# Hans Hartmann
Hans Hartmann, nemški general in vojaški veterinar, * 4. september 1888, † 15. maj 1974.